# Zagórne
Zagórne (kaszb. Zagórné, niem. Sagorny) – nieoficjalny przysiółek wsi Skórzyno w Polsce położony w województwie pomorskim, w powiecie słupskim, w gminie Główczyce.
Osada wchodzi w skład sołectwa Skórzyno.
W latach 1975–1998 miejscowość należała administracyjnie do województwa słupskiego.

## Nazwa
Nazwa przysiółku jest pochodzenia słowiańskiego, na co wskazują jego historyczne nazwy zapisane jako: Sagorny, Sagorne. Nazwa Zagórne powstała ze względu na lokalizację tego miejsca. Znajduje się ono za naturalnym wzniesieniem, czyli w tym przypadku za pagórkiem. Alternatywną nazwą zwyczajową przysiółku jest Skórzyno Zagórne.
Na niektórych starych mapach administracyjnych miejscowość zwana jest Unterberg.

## Historia
Do lat czterdziestych XX wieku niektórzy mieszkańcy używali w tych okolicach języka kaszubskiego, a dokładniej jego północnokaszubskiej gwary główczyckiej (kabackiej).
W miejscowości znajdują się pozostałości folwarku oraz wielu budynków rolnych sprzed II wojny światowej.